# Azpetrol
Azpetrol— Азербайджанская нефтегазовая компания. Штаб-квартира — в городе Баку Азербайджанская Республика

## О компании
Компанию «Azpetrol» основал 15 июля 1997 года Рафик Алиев, брат бывшего министра экономического развития республики Фархада Алиева.
Рафик Алиев являлся председателем совета директоров группы компаний «Azpetrol» со дня основания и до момента своего ареста в 2005 году.
Первый топливозаправочный пункт компании сдан в эксплуатацию в городе Баку на Тбилисском проспекте.
С 7 декабря 2015 генеральным директором ООО «Azpetrol.Ltd» является Мамедов Джейхун
Основным видом деятельности ООО «Azpetrol Ltd.», вступившего в экономическую сферу Азербайджана, является осуществление продаж топлива оптом и в розницу через сеть топливо заправочных и газозаправочных пунктов.
В настоящее время у компании в Азербайджане функционируют 107 бензозаправочных пунктов (БЗП), 1 газозаправочных пунктов (ГЗП), 4 газозаправочных пунктов типа СПГ (сжатый природный газ (CNG), 4 LPG пост (Пропан-Бутан), 1 СПГ (CNG) терминал и 20 электрозаправочных постов для электромобилей оснащенные самыми современными приборами и охватывающие большинство экономических зон республики. .
С целью улучшения качества топлива и непрерывного обеспечения пунктов топливом в 1999 году сдана в эксплуатацию отвечающая современным стандартам Нефтебаза «Azpetrol». Нефтебаза снабжена электронным оборудованием, системами пожарной охраны, безопасности и контроля за качеством топлива, произведенными в передовых странах Европы.
В 1999 году компания ввела в эксплуатацию Автопарк бензовозов, чтобы обеспечить непрерывную и своевременную доставку топлива в АЗС и ГЗС. В данном Автопарке, организованном по международным стандартам, 90 бензовозов готовы отправиться в путь в любое время.
«Azpetrol» является одной из крупнейших компаний — работодателей в Азербайджане. Так, в настоящее время[когда?] общее количество работников насчитывает свыше 3400 человек.

## Миссия и цели
С момента своего возникновения, Компания «Azpetrol» поставила своей основной целью обеспечение таких качеств как высокое качество, честность и удовлетворенность клиентов. Своим основным приоритетом компания «Azpetrol» поставила обеспечение занятости населения за счет открытия новых рабочих мест в регионах. Независимо от занимаемой должности и соответствующих полномочий, основным требованием, поставленным перед работниками, является воплощение строгой дисциплины, взаимного доверия и требовательности, постоянного усовершенствования профессиональных знаний и способностей, обеспечения удовлетворенности клиентов в каждодневный рабочий девиз.

## Награды
- Компания «Azpetrol» была удостоена в 2001 году премий «Угур» в номинации «Холдинг года», 14 июля 2002 года — Знаком качества в XVI Международной Конвенции, проходящей в Нью-Йорке, и премии «Бизнес Престиж».
- Компанией «Caspian Energy İntegration Award» Azpetrol Сеть автозаправочных станций года удостоена премии «Угур» в 2008 году в номинации «Качественные сервисные услуги года», а в 2010 году — в номинации «Сеть самых лучших топливозаправочных пунктов года».
- 6 сентября 2010 года в Международной Конвенции BİD (Business İnitiative Directions), проходящей в Женеве с участием 44 стран мира, компания «Azpetrol» удостоена премии «Международная Золотая Звезда За Качество» в номинации «Сеть автозаправочных станций года».
- Кроме этого, Azpetrol в июне 2011 года была награждена премиями «Памятная Медаль Королевы Виктории» в «Оксфордском Саммите Лидеров», проходящем в г. Оксфорд Англии, и в декабре — «Azeri Business Award» в номинации «Сеть топливозаправочных пунктов года».
- В марте 2012 года компания была награждена премией «Caspian Energy İntegration Award» в номинации «Сеть топливозаправочных пунктов года», а в мае получила ещё три премии, так, 4-5 мая 2012 года на мероприятии «Montreux Business Matchmaking», состоявшемся в городе Монтре Швейцарии при поддержке Европейской Бизнес Ассамблеи (Europe Business Assembly) и Швейцарского Института Стандартов Качества (SİQS), Azpetrol удостоена премии и диплома «Best Enterprise» («Лучшее предприятие») по оптовым и розничным продажам топлива; на церемонии награждения Международной Конвенции по Качеству B.İ.D. в городе Нью-Йорке США 27-28 мая за качество и преимущество при участии различных компаний из 76 стран мира, добившихся успеха в различных сферах, Компания Azpetrol была удостоена премии «İnternational Quality Summit» в платиновой категории за качество, лидерство, новые технологии и внедрение инноваций в обслуживании.
- 10-12 апреля 2013 года в Саммите Лидеров (анг. Summit of Leaders) Европейской Бизнес Aссамблеи (анг. Europe Business Assembly) и Британского Института Директоров, проходившем в городе Лондоне, Компания Azpetrol и генеральный директор Компании Гусейнага Рагимов удостоены международных премий «Европейское качество» (анг. European Quality Award) за применение в своей деятельности интеллектуальных и технологических нововведений, соответствующих европейским стандартам.
- 24-25 октября 2014 года в городе Париже прошла церемония награждения Business Initiatives Directions (BID) Международной Конвенции по Качеству с участием представителей различных компаний из 51 стран мира. На церемонии азербайджанская компания «Azpetrol» была удостоена премии «World Quality Commitment (WQC) Award-2014» в категории Diamond за высокое качество, лидерство, новые технологии и внедрение и развитие инноваций, а генеральный директор компании «Azpetrol» награждён премией «Diamond Circle of Quality Award».[9]
- 16 декабря 2014 года на церемонии награждения победителей Национальной Премии «Azeri Business Award», проходящей в гостинице «JW Marriott Hotel Absheron Baku», компания «Azpetrol» удостоена национальной премии «Azeri Business Award-2014» в номинации «Клиентская удовлетворенность и высокое качество».
- 16-17 апреля 2015 года победителем конкурса «Лучшая автозаправочная станция месяца», проводимого журналом «Современная АЗС» в марте 2015 года в пространстве СНГ, стала автозаправочная станция компании «Azpetrol», расположенная по адресу проспект Г.Алиева 108. Диплом победителя конкура был вручен компании на 12-й международной конференции-выставке на тему «Современная автозаправочная станция и нефтебаза», состоявшейся в городе Москве 16-17 апреля.
- 11 марта 2015 года на церемонии вручения премии «Caspian Energy Award-2015» в гостинице «Four Seasons» компания «Azpetrol» в очередной раз удостоена премии «Caspian Energy Award-2015» в номинации «Сеть автозаправочных станций года».
- 16 августа 2018 года Caspian European Club представил ООО «Azpetrol LTD» "Золотое Свидетельство о членстве Caspian European Club.
- 20 сентября 2018 года в Баку проводился 7-й Международный Форум Caspian Energy. В настоящем форуме ООО «Azpetrol Ltd» удостоен премии «Caspian Energy Award — 2018» в номинации «Сеть автозаправочных станций года».
- 23 декабря 2020 года в «Caspian European Club» была проведена церемония вручения международной премии «Casipan Business Award — 2020». На церемонии, организованной в «Caspian European Club», компаниям, внесшим особый вклад в развитие экономики страны, была вручена международная премия «Caspian Energy Award — 2020». Так как, ООО «Azpetrol Ltd» была удостоена премии «Caspian Business Award — 2020» в номинации «Сеть автозаправочных станций года».
- ООО «Azpetrol Ltd», с первых дней своего создания строящая свою деятельность в соответствии с мировыми стандартами и делающая важные шаги ради достижения своих идей по оказанию клиентам услуг на высоком уровне, 11 декабря 2020 года была удостоена Немецкой компанией «TÜV Thüringen e.V.» следующих сертификатов — Система Управления Качеством (İSO 9001-2015), Система Управления Здоровья и Безопасности Труда (İSO — 14001:2015) и Системы Управления Окружающей Средой (İSO — 45001:218). Срок действия сертификатов до 22 июня 2023 года.